# Remedy (canção de Snoop Lion)
Remedy é uma canção do cantor de Reggae Snoop Lion, lançada em Maio de 2012, como segunda faixa bônus, sendo decima quarta faixa para seu decimo segundo álbum de estúdio Reincarnated. A canção conta com a participação do rapper Busta Rhymes, e do cantor de R&B Chris Brown,  sendo produzida por Major Lazer e Ariel Rechtshaid.

## Faixas
| Descarga digital |                                       |         |  |
| N.º              | Título                                | Duração |  |
| 1.               | "Remedy" (Busta Rhymes e Chris Brown) | 3:00    |  |

## Performance comercial
Mesmo não sendo lançada como single a canção a quarta posição na Billboard Reggae Digital Songs, permanecendo nela por três semanas consecutivas.

## Desempenho nas paradas
| Paradas (2013)                                  | Melhor posição |
| ----------------------------------------------- | -------------- |
| Estados Unidos (Billboard Reggae Digital Songs) | 4              |